# Mariano Hugo de Windisch-Graetz
Mariano Hugo de Windisch-Graetz (en allemand : Mariano Hugo Fürst zu Windisch-Graetz et en italien : Mariano Ugo di Windisch-Graetz), prince de Windisch-Graetz, est né le 27 juillet 1955 à Trieste, en Italie. Chef de la branche cadette de la maison de Windisch-Graetz, c'est un homme d'affaires et un diplomate germano-italien.

## Famille
Le prince Mariano Hugo est le fils aîné du prince Maximilian Antonius de Windisch-Graetz (1914-1976) et de son épouse Maria Luisa Serra di Gerace (1921-2008).
Le 11 février 1990, Mariano Hugo épouse, à Salzbourg, en Autriche, l'archiduchesse Sophie d'Autriche (1959), fille de l'archiduc Ferdinand d'Autriche (1918-2004) et de la comtesse Hélène de Toerring-Jettenbach (1937),.
De ce mariage naissent trois enfants, :
- Massimiliano de Windisch-Graetz (né à Salzbourg, le 4 août 1990), prince de Windisch-Graetz ;
- Alexis de Windisch-Graetz (né à Rome, le 10 décembre 1991 et mort – des suites d'un accident d'automobile – à l'hôpital San Sebastiano de Caserte, Campanie, le 9 février 2010), prince de Windisch-Graetz[4],[5] ;
- Larissa de Windisch-Graetz (née à Rome, le 11 décembre 1996), princesse de Windisch-Graetz.

## Biographie

### Jeunesse
Né à Trieste en 1955, le prince Mariano Hugo effectue ses études secondaires chez les Frères des écoles chrétiennes, à Rome. Il part ensuite au Royaume-Uni, où il se diplôme en philosophie, en économie et en sciences politiques à l'Université de Buckingham en 1975.
L'année suivante, le père de Mariano Hugo meurt, faisant de lui le chef de la branche cadette de la maison de Windisch-Graetz.

### Activités économiques
Les activités économiques du prince incluent l'industrie agro-alimentaire (et notamment la production de biscuits ou de mozzarella) et la finance. Au début des années 1990, il est ainsi l'un des principaux actionnaires de Banco di Napoli et de la holding Sogesco, dont il détient 82% d'un capital alors estimé à 10 milliards de lires.

### Activités diplomatiques
En 2003, le prince est nommé ambassadeur de l'Ordre de Malte auprès de la République de Slovaquie, charge qu'il conserve jusqu'en 2009. Il est alors nommé ambassadeur de l'Ordre auprès de la république de Slovénie.